# Swartzia gigantea
Swartzia gigantea är en ärtväxtart som beskrevs av John Macqueen Cowan. Swartzia gigantea ingår i släktet Swartzia och familjen ärtväxter. Inga underarter finns listade i Catalogue of Life.